# Estero Los Litres
El estero Los Litres o El Melón: 29  es un curso natural de agua que fluye en la Región de Valparaíso y desemboca en el río Aconcagua.

## Trayecto
El estero Los Litres nace al norte de las ciudades El Melón y Nogales y se dirige al sur atravesando dichas ciudades. En su trayecto drena la falda sur de La Calera, que es donde se emplazan las ciudades de El Melón, Artificio y Nogales (Chile).

## Caudal y régimen
La subcuenca baja del Aconcagua comprende desde la junta con el estero Pocuro hasta la desembocadura del río Aconcagua en el Pacífico, incluyendo el estero Catemu. Tiene un régimen nivo–pluvial, con las mayores crecidas en diciembre y enero producto de deshielos. Los menores caudales ocurren en el trimestre marzo-mayo.: 61 

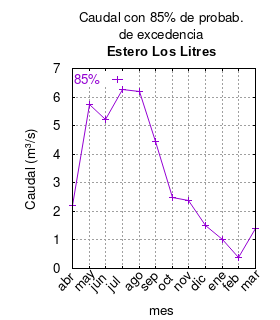

La alta probabilidad del 85% (respectivamente bajo caudal), se utiliza para determinar los caudales disponibles al otorgar derechos permanentes de riego en la agricultura. Esta necesita una alta seguridad en la inversión.: 63 